# Melanie Smith
Melanie Smith est une cavalière américaine de concours de saut d'obstacles (CSO).
Vainqueur de la coupe du monde de saut d'obstacles en 1981-82, elle a aussi remporté une médaille d'or par équipe aux jeux olympiques de 1984 à Los Angeles.